# Michael K. Howarth
Michael Kingsley Howarth (* um 1930) ist ein britischer Paläontologe und Spezialist für Ammoniten.
Howarth studierte Geologie an der Manchester University mit dem Bachelor-Abschluss 1953 und wurde 1956 am Emmanuel College der Universität Cambridge promoviert. Die Dissertation befasste sich mit Ammoniten des unteren Jura in Großbritannien und deren Biostratigraphie. Im selben Jahr wurde er Angestellter des Natural History Museum in der Abteilung fossile Cephalopoden. 1980 bis zu seinem Ruhestand 1992 war er Assistant Keeper in seiner Abteilung. 
Er beschrieb die Ammoniten-Fauna des Jura und der Kreide unter anderem aus Großbritannien, Italien, dem Nord-Irak, Jemen, Tansania, Angola, Kanada und der Antarktis (vielfach aus eigener Sammeltätigkeit). Er war Mitarbeiter am Band über Ammoniten des Jura des Treatise on Invertebrate Paleontology (Part L, Band 4).
1959 bis 1986 war er Schatzmeister der Palaeontographical Society und bis 2005 deren Trustee. 1986 bis 2005 war er Sekretär und Managing Director des International Trust for Zoological Nomenclature (ITZN). 1954 wurde er Fellow der Geological Society of London.